# Гейден, Пётр Александрович
Граф Пётр Алекса́ндрович Ге́йден (1840, Ревель — 1907, Москва) — тайный советник (1890), видный российский судебный, общественный и политический деятель, член I Государственной думы. Внук флотоводца Логина Петровича Гейдена, командовавшего русскими кораблями в Наваринском сражении.

## Происхождение, образование, военная служба
Пётр Гейден родился 29 октября (10 ноября) 1840 года в дворянской семье Александра Логиновича Гейдена (1810—1896); его дед Логин Петрович Гейден был военным губернатором и командиром порта в Ревеле. 
Окончил Пажеский корпус (1858, с отличием и занесением его имени на светло-мраморную доску, учрежденную для сохранения имен отличнейших камер-пажей), Михайловскую артиллерийскую академию (1860, с отличием). Служил в лейб-гвардии Уланском полку, но вскоре был уволен от службы «по домашним обстоятельствам» — в реальности из-за нежелания делать военную карьеру.

## Гражданская служба
С 1863 года — чиновник для особых поручений при орловском губернаторе, с 1865 — старший чиновник для особых поручений при воронежском губернаторе, директор воронежского тюремного комитета, исполняющий должность советника воронежского губернского правления. Убеждённый и последовательный сторонник либеральных реформ 1860-х годов. С 1868 — член Воронежского окружного суда, с 1870 — член Санкт-Петербургского окружного суда, с 1877 — товарищ председателя этого суда, с 1883 — член Санкт-Петербургской судебной палаты. В 1886—1890 годах — начальник Канцелярии по принятию прошений на высочайшее имя; из-за конфликтов с правящей бюрократией был вынужден выйти в отставку.

Современники так оценивали его работу в качестве судьи: 

Внося в эту деятельность не только глубокое понимание духа и смысла законов, но и тонкую оценку житейских условий, он был врагом механического приложения статей Свода и судебных уставов. Входя в жизненную обстановку каждого дела и заменяя, где только возможно, юридический формализм сострадательным вниманием к ищущим или ожидающим правосудия, он был истинным и вместе человеколюбивым стражем закона, чуждым властолюбивого усмотрения и чёрствой замкнутости. Эти его свойства выразились во множестве написанных им судебных решений о вознаграждении за железнодорожные увечья, по толкованию духовных завещаний, по делам семейным, по искам женами содержания от мужей.

## Сельский хозяин и общественный деятель
Находясь в отставке, жил в Петербурге и в своём имении Глубоком в Опочецком уезде Псковской губернии. Успешно занимался сельским хозяйством, использовал в имении новейшую зарубежную технику, привлекал к работе хороших специалистов в аграрной сфере, следил за иностранной сельскохозяйственной литературой. Гордостью имения было племенное стадо. В Глубоком действовали маслобойня и два завода, были открыты две школы, медицинский пункт и почтовое отделение.
С 1883 года — гласный Опочецкого уездного земства Псковской губернии, с 1889 — гласный псковского губернского земства, с 1895 — опочецкий уездный предводитель дворянства. Содействовал открытию в губернии школ, народных училищ и больниц, строительству дорог. В 1891—1892 гг. участвовал в борьбе с голодом в Симбирской губернии.
С 1895 года — президент Вольного экономического общества (ВЭО), в деятельности которого участвовали многие представители либеральной интеллигенции. Переизбирался президентом в 1897, 1900, 1903. Его деятельность вызывала недовольство бюрократии, которая в 1900 году пыталась провести на пост президента ВЭО своего человека, но потерпела неудачу. С 1906 года — почётный член ВЭО.

## Политик
Был сторонником эволюционного пути развития России, умеренно-либеральных реформ. В 1901—1905 годах участвовал в деятельности кружка «Беседа», был активным участником и председателем земских съездов. После провозглашения Октябрьского манифеста стал одним из основателей Союза 17 октября, был членом центрального комитета партии. В 1906 году был избран членом I Государственной думы (по первой курии Псковской губернии). Будучи депутатом, находился в оппозиции левоцентристскому большинству, занимая более умеренную позицию по сравнению с кадетами. Выступил против Выборгского воззвания, признал законность роспуска I Думы.
В 1906 году вышел из «Союза 17 октября» вместе с рядом других представителей левого крыла этой партии. В том же году был одним из создателей небольшой центристской Партии мирного обновления, в 1906—1907 годах был председателем центрального комитета партии. По словам П. Б. Струве, «Гейден являл собой редкостный в России образец человека, гармонически примирившего в себе консерватизм и либерализм».

## Оценки деятельности
Лидер кадетской партии П. Н. Милюков писал о графе Гейдене: 

Фигура редкого благородства, с кристальной чистотой помыслов… этот высокий, стройный старик с лицом методистского проповедника… оказался драгоценным, редким продуктом высшей культуры, случайно свалившимся в самый сумбур русской жизни с какой-то чуждой планеты. Память его будет чиста и нетленна.

По словам биографа Гейдена Е. В. Шандулина, 

влиятельность и значимость фигуры графа Гейдена в глазах современников заключалась, прежде всего, в его морально-нравственных качествах, которые он привнёс в общественную жизнь начала XX века: терпимость, культурность, уважение к оппонентам, умение находить компромисс, способность возвыситься над узкопартийными интересами… Оценить в исторической литературе феномен подобного рода крайне трудно. Человек, завоевавший уважение не только соратников, но и политических противников, ставший живым образцом общественного деятеля, после всех революционных изломов был почти забыт. Его политический и жизненный опыт консерватора и либерала в одном лице, не приемлющего ни самодержавного застоя и реакции, ни диктатуры большинства и революционного террора, оказался невостребован.

В. Ф. Джунковский в своих воспоминаниях отозвался о Гейдене так:

Он был заметной величиной в Первой Думе и, несмотря на свои годы, был живой, энергичный. По политическим взглядам принадлежал к умеренным прогрессивного направления, никогда не боялся высказывать свои мысли и умел самые резкие из них облекать в безусловно корректную форму, даже изящную. Им руководили всегда чистые мотивы высшего порядка. Всякий, кто имел с ним общение, не мог не относиться к нему с уважением.

Умер в Москве 15 (28) июня 1907 года. Кончина графа Гейдена вызвала сожаление со стороны различных политических сил. В ответ на некролог в социал-демократической газете "Товарищ" лидер большевиков Владимир Ульянов (Ленин) в статье «Памяти П. А. Гейдена» назвал его 
«типичным контрреволюционным помещиком», который «прикрывшись либерализмом, стремился объединить буржуазию и помещиков в борьбе с нарастающим революционным движением», так как «весь октябризм, все "мирнообновленство" Гейдена, все переговоры его со Столыпиным после разгона I Думы были по существу обделыванием самого грубого и грязного дела, обстраиванием того, как бы понадежнее, похитрее, поискуснее, прочнее извнутри, незаметнее снаружи, защитить права благородного российского дворянства на кровь и пот миллионов "мужичья", ограбляемого этими Гейденами всегда и непрестанно, и до 1861 г., ив 1861 году, и после 1861 года, и после 1905 года».
Памяти П. А. Гейдена была посвящена книга А. Ф. Кони — «На жизненном пути».
Граф Пётр Гейден был похоронен в своём имении Глубокое в Опочецком уезде Псковской губернии. В 2003 году могила П. А. Гейдена была восстановлена, а на одном из сохранившихся зданий усадьбы установлена мемориальная доска.

## Семья
- Жена (с 26.01.1865, Дрезден) — Софья Михайловна (1845–1870), урождённая княжна Дондукова-Корсакова, наследница картинной галереи своего отца Михаила. Живописные полотна украсили имение Хмелита под Вязьмой, приобретённое Гейденом в 1894 году[6].
  - Дочь — Варвара Петровна Гейден (23.09.1870, СПб – 22.02.1961, Иерусалим), фрейлина, участница костюмированного бала 1903 г. Владелица усадьбы Хмелита в Смоленской губернии и Упорой в Орловской губернии. В 1904-1906 гг. увлекалась в модным в то время видом спорта – полетами на воздушных шарах. Занималась общественной деятельностью: обустройством госпиталей, работой школ, библиотек и т.д. По ее инициативе была открыта вторая женская гимназия в Вязьме. Планировалось открытие второй мужской гимназии и  университета. Однако реализация этих планов была прервана Первой мировой войной. Во время войны организовывала и обустраивала госпитали в Вязьме и в Москве. После 1920-х годов — в эмиграции; председательница Русского общества помощи беженцам в Великобритании. Похоронена при храме Святой Марии Магдалины в Восточном Иерусалиме. Муж (с 12.06.1894) — Владимир Александрович Волков (1869–1947; после смерти отца, с 1928 года – Волков-Муромцев), вяземский уездный предводитель дворянства, коллежский советник.
    - Их дети:
      - Елена (1895–1897)
      - Пётр (1896–1916)
      - Александра (1898–1973);
      - Николай (с 1947 г. – Волков-Муромцев; 1902–1995), инженер, переводчик, автор воспоминаний «Юность от Вязьмы до Феодосии (1902—1920)»; первым браком с 1923 г. женат на Наталье Петровне Толстой (1901–1981), внучке С. И. Толстого и С. С. Бехтеева. Дочь – Марина.  Во втором браке трое детей.
      - Марина (1905–1917)
      - Владимир (с апреля 1995 г. – Волков-Муромцев; 1908/1909– 2000), был душеприказчиком В.Н. Воейкова, последнего дворцового коменданта Николая II.